# Beatles British Tour
Il Beatles British Tour fu una tournée dei The Beatles, svoltasi nel Regno Unito nel 1965 e nel 1966, organizzata dal manager Alistair Taylor.

## Storia
Coincise con l'uscita dell'album in studio dei Beatles Rubber Soul e del loro doppio singolo Day Tripper / We Can Work It Out, e fu l'ultimo tour nel Regno Unito intrapreso dalla band. 
Poiché i suoi componenti erano stanchi della Beatlemania, il gruppo accettò di fare il tour ma rifiutò di eseguire anche la stagione di concerti natalizi prevista in Europa a dicembre di quell'anno.
Mentre i luoghi per il tour dei Beatles dell'estate 1965 negli Stati Uniti erano stati arene e grandi auditorium, i loro concerti nel Regno Unito erano tenuti tutti in teatri e cinema. Secondo quanto descritto da George Harrison al NME, il loro modo di suonare segnò una significativa progressione dalle radici Merseybeat della band, continuando nella direzione musicale che avevano adottato per la prima volta con Beatles for Sale alla fine del 1964.
Com'era usuale negli anni Sessanta, i concerti del Regno Unito furono organizzati in un formato pacchetto-tour, con più atti in cartellone e due spettacoli tenuti ogni giorno.  Gli atti di supporto nel programma erano i Moody Blues, i Paramounts, e i Koobas che a tratti suonarono alcune loro canzoni. Con mille sterline a ingaggio, il compenso dei Beatles era il più alto pagato per un concerto nel Regno Unito fino a quel momento.
All'inizio del tour vi fu anche un incidente: sulla strada per la Scozia per il primo spettacolo, la chitarra Gretsch Country Gentleman di Harrison cadde dall'auto del gruppo e finì sotto le ruote di un camion, e si distrusse completamente. Il musicista rimase così con due chitarre per tutto il tour.

## Sinossi
Gli spettacoli di apertura hanno avuto luogo all'Odeon Cinema di Glasgow il 2 dicembre. Nel suo articolo che copre le prime quattro tappe dell'itinerario – Glasgow, Newcastle, Liverpool e Manchester – Smith ha riferito che mentre la reazione dei fan non sembrava così selvaggia come negli anni precedenti, "sono state le migliori esibizioni che il gruppo abbia mai fatto", la Beatlemania si fece comunque sentire in alcune esibizioni. 
Parte del motivo dell'umore meno frenetico che circondava il tour, ha detto Smith, era dovuto a una forte presenza della polizia, il che significava che le strade intorno ai luoghi erano chiuse e il numero di persone era limitato solo a coloro che partecipavano ai concerti.

## Scaletta
Ecco il programma-tipo interpretato in questa tournée. 
1. I Feel Fine
2. She's a Woman
3. If I Needed Someone
4. Act Naturally (Buck Owens)
5. Nowhere Man
6. Baby's in Black
7. Help!
8. We Can Work It Out
9. Everybody's Trying to Be My Baby (Carl Perkins)
10. Yesterday
11. Day Tripper
12. Ticket to Ride
13. I'm Down

## Programma ed elenco dei concerti
| Nº | Data             | Città                            | Venue                    |
| -- | ---------------- | -------------------------------- | ------------------------ |
| 1  | 3 dicembre 1965  | Glasgow, Regno Unito (Scozia)    | Odeon Cinema             |
| 2  | 4 dicembre 1965  | Newcastle upon Tyne, Regno Unito | Newcastle City Hall      |
| 3  | 5 dicembre 1965  | Liverpool, Regno Unito           | Liverpool Empire Theatre |
| 4  | 7 dicembre 1965  | Manchester, Regno Unito          | Ardwick ABC Cinema       |
| 5  | 8 dicembre 1965  | Sheffield, Regno Unito           | Gaumont Cinema           |
| 6  | 9 dicembre 1965  | Birmingham, Regno Unito          | Birmingham Odeon         |
| 7  | 10 dicembre 1965 | Londra, Regno Unito              | Hammersmith Odeon        |
| 8  | 11 dicembre 1965 | Londra, Regno Unito              | Odeon Astoria            |
| 9  | 12 dicembre 1965 | Cardiff, Regno Unito (Galles)    | Capitol Cinema           |